# Tommaso Costantino
Tommaso Costantino (Tunisz, 1885. június 23. – Brindisi, 1950. február 28.) olimpiai bajnok olasz tőr- és párbajtőrvívó.